# Saroba
Saroba là một chi bướm đêm thuộc họ Erebidae.

## Loài
- Saroba maculicosta Walker, 1858
- Saroba niphomacula Lower, 1903
- Saroba pustulifera Walker, 1865
- Saroba rufescens Pagenstecher, 1884
- Saroba trimaculata Warren, 1903